# Mark Burns
Mark Burns (Bromsgrove, 30 marzo 1936 – Londra, 8 maggio 2007) è stato un attore britannico.

## Filmografia parziale
- Affondate la Bismarck! (Sink the Bismarck!), regia di Lewis Gilbert (1960)
- Whisky e gloria (Tunes of Glory), regia di Ronald Neame (1960)
- Exodus, regia di Otto Preminger (1960)
- Rapina al campo 3 (A Prize of Arms), regia di Cliff Owen (1962)
- Il giorno e l'ora (Le Jour et l'heure), regia di René Clément (1963)
- I ribelli di Carnaby Street (The Jokers), regia di Michael Winner (1967)
- It!, regia di Herbert J. Leder (1967)
- Il complesso del sesso (I'll Never Forget What's'isname), regia di Michael Winner (1967)
- I seicento di Balaklava (The Charge of the Light Brigade), regia di Tony Richardson (1968)
- La vergine e lo zingaro (The Virgin and the Gypsy), regia di Christopher Miles (1970)
- Le avventure di Gerard (The Adventures of Gerard), regia di Jerzy Skolimowski (1970)
- Morte a Venezia, regia di Luchino Visconti (1971)
- Ludwig, regia di Luchino Visconti (1972)
- Tempo d'amare (A Time for Loving), regia di Christopher Miles (1972)
- Giordano Bruno, regia di Giuliano Montaldo (1973)
- Juggernaut, regia di Richard Lester (1974)
- Operazione Rosebud (Rosebud), regia di Otto Preminger (1975)
- A Venezia muore un'estate (Largo retorno), regia di Pedro Lazaga (1975)
- Count Dracula, regia di Philip Saville (1977)
- The Stud - Lo stallone (The Stud), regia di Quentin Masters (1978)
- The Bitch, regia di Gerry O'Hara (1979)
- Uno scomodo testimone (Eyewitness), regia di Peter Yates (1981)
- L'avventuriera perversa (The Wicked Lady), regia di Michael Winner (1983)
- Doppia coppia all'otto di picche (Bullseye!), regia di Michael Winner (1990)
- Stardust, regia di Matthew Vaughn (2007)